# Doumea gracila
Doumea gracila är en fiskart som beskrevs av Skelton 2007. Doumea gracila ingår i släktet Doumea och familjen Amphiliidae. IUCN kategoriserar arten globalt som sårbar. Inga underarter finns listade i Catalogue of Life.